# 大衛·利昂傑姆
大衛·利昂傑姆（David Leyonhjelm，1952年4月1日—）是一位澳洲政治人物。他的黨籍是自由民主黨。自2014年開始，他是代表新南威爾斯州的澳大利亞參議院議員之一。